# دنی اوهر
دنی اوهر (انگلیسی: Denis O'Hare؛ زادهٔ ۱۶ ژانویهٔ ۱۹۶۲) یک هنرپیشه اهل ایالات متحده آمریکا است.
از فیلم‌ها یا برنامه‌های تلویزیونی که وی در آن نقش داشته است می‌توان به روز موعود خواهد آمد ، عقاب، میلک، ۲۱ گرم، مایکل کلیتون، لبه تاریکی، جی. ادگار ، دورویی، داستان ترسناک آمریکایی، ارتفاعات، خرابکاری، مهمانی سالگرد ازدواج، مامان بچه، قسمتی از شیشه، فاجعه و سریال خون حقیقی اشاره کرد.